# FA Cup 1877/78

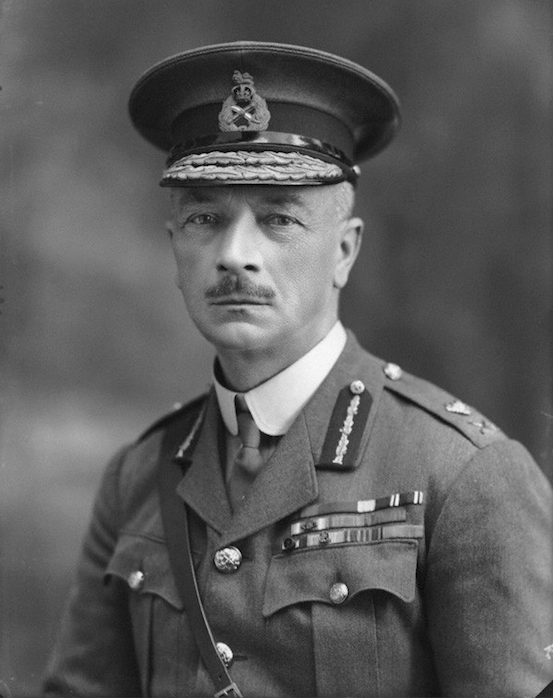
Lovick Friend stand im Finale im Tor für die Royal Engineers.

Der FA Cup 1877/78 war die siebte Austragung des The Football Association Challenge Cup (meist als FA Cup bekannt). Die Pokalsaison begann mit 43 Vereinen, wurde letztlich jedoch nur von 40 Vereinen real ausgespielt.
Der Pokalwettbewerb startete am 27. Oktober 1877 mit der Ersten Runde und endete mit dem Finalspiel im Kennington Oval in London am 23. März 1878 vor einer Kulisse von etwa 4.500 Zuschauern. Der Sieger des Wettbewerbes wurde zum fünften Mal der Wanderers FC. Unterlegener Finalist waren die Royal Engineers.

## Wettbewerb

### Erste Runde
| Datum             |                          | Ergebnis |                        |
| ----------------- | ------------------------ | -------- | ---------------------- |
| 27. Oktober 1877  | Grantham Town            | 0:2      | Clapham Rovers         |
| 27. Oktober 1877  | FC High Wycombe          | 4:0      | Wood Grange            |
| 27. Oktober 1877  | FC Maidenhead            | 10:00    | Reading Hornets        |
| 2. November 1877  | Cambridge University AFC | 3:1      | Southill Park          |
| 3. November 1877  | FC Hawks                 | 5:2      | FC Minerva             |
| 3. November 1877  | FC Marlow                | 2:0      | FC Hendon              |
| 3. November 1877  | Notts County             | 1:1      | FC Sheffield           |
| 3. November 1877  | Oxford University AFC    | 5:2      | Herts Rangers          |
| 3. November 1877  | FC Pilgrims              | 0:0      | FC Ramblers            |
| 7. November 1877  | 105th Regiment FC        | 0:2      | Old Harrovians FC      |
| 7. November 1877  | 1st Surrey Rifles FC     | 1:0      | FC Forest School       |
| 7. November 1877  | FC Darwen                | 3:0      | Manchester Association |
| 7. November 1877  | FC Reading               | 2:0      | FC South Norwood       |
| 7. November 1877  | FC Remnants              | 4:0      | FC St Stephens         |
| 7. November 1877  | FC Swifts                | 3:2      | FC Leyton              |
| 7. November 1877  | Upton Park FC            | 3:0      | FC Rochester           |
| 7. November 1877  | Wanderers FC             | 9:1      | Panthers FC            |
| 12. November 1877 | FC Druids                | 1:0      | Shropshire Wanderers   |
| nicht ausgetragen | Barnes FC                |          | FC St Mark’s           |
| nicht ausgetragen | FC Old Foresters         |          | Old Wykehamists        |
| nicht ausgetragen | Royal Engineers AFC      |          | Highbury Union         |
| Freilos           | FC Queen’s Park          |          |                        |

#### Wiederholungsspiele
| Datum            |              | Ergebnis |              |
| ---------------- | ------------ | -------- | ------------ |
| 9. November 1877 | FC Pilgrims  | 1:0      | FC Ramblers  |
| 1. Dezember 1877 | FC Sheffield | 3:0      | Notts County |

### Zweite Runde
| Datum             |                          | Ergebnis |                      |
| ----------------- | ------------------------ | -------- | -------------------- |
| 29. Dezember 1877 | FC Sheffield             | 1:0      | FC Darwen            |
| 22. Dezember 1877 | Clapham Rovers           | 4:0      | FC Swifts            |
| 22. Dezember 1877 | Old Harrovians FC        | 6:0      | 1st Surrey Rifles FC |
| 22. Dezember 1877 | FC Remnants              | 2:0      | FC Hawks             |
| 15. Dezember 1877 | Barnes FC                | 3:1      | FC Marlow            |
| 15. Dezember 1877 | FC High Wycombe          | 0:9      | Wanderers FC         |
| 15. Dezember 1877 | Oxford University AFC    | 1:0      | FC Old Foresters     |
| 8. Dezember 1877  | Cambridge University AFC | 4:2      | FC Maidenhead        |
| 8. Dezember 1877  | Royal Engineers AFC      | 6:0      | FC Pilgrims          |
| 8. Dezember 1877  | Upton Park FC            | 1:0      | FC Reading           |
| nicht ausgetragen | FC Druids                |          | FC Queen’s Park      |

### Dritte Runde
| Datum           |                       | Ergebnis |                          |
| --------------- | --------------------- | -------- | ------------------------ |
| 12. Januar 1878 | Wanderers FC          | 1:1      | Barnes FC                |
| 19. Januar 1878 | Upton Park FC         | 3:0      | FC Remnants              |
| 30. Januar 1878 | Royal Engineers AFC   | 8:0      | FC Druids                |
| 2. Februar 1878 | Old Harrovians FC     | 2:2      | Cambridge University AFC |
| 2. Februar 1878 | Oxford University AFC | 3:2      | Clapham Rovers           |
| Freilos         | FC Sheffield          |          |                          |

#### Wiederholungsspiele
| Datum            |                   | Ergebnis |                          |
| ---------------- | ----------------- | -------- | ------------------------ |
| 26. Januar 1878  | Wanderers FC      | 4:1      | Barnes FC                |
| 9. Februar 1878  | Old Harrovians FC | 2:2      | Cambridge University AFC |
| 16. Februar 1878 | Old Harrovians FC | 2:0      | Cambridge University AFC |

### Vierte Runde
| Datum            |                     | Ergebnis |                       |
| ---------------- | ------------------- | -------- | --------------------- |
| 15. Februar 1878 | Royal Engineers AFC | 3:3      | Oxford University AFC |
| 16. Februar 1878 | Wanderers FC        | 3:0      | FC Sheffield          |
| 9. März 1878     | Old Harrovians FC   | 3:1      | Upton Park FC         |

#### Wiederholungsspiele
| Datum            |                     | Ergebnis |                       |
| ---------------- | ------------------- | -------- | --------------------- |
| 27. Februar 1878 | Royal Engineers AFC | 2:2      | Oxford University AFC |
| 12. März 1878    | Royal Engineers AFC | 4:2      | Oxford University AFC |

### Halbfinale
Das Spiel wurde am 16. März 1878 ausgetragen.
|                     | Ergebnis |                   | Ort                     |
| ------------------- | -------- | ----------------- | ----------------------- |
| Royal Engineers AFC | 2:1      | Old Harrovians FC | Kennington Oval, London |
| Wanderers FC        |          | Freilos           |                         |

### Finale
| Wanderers FC                                       | Wanderers FC | Royal Engineers AFC | Royal Engineers AFC |
| -------------------------------------------------- | --- | --- | ------------------- |
| Wanderers FC                                       | \| Finale \| \| Samstag, 23. März 1878 in London (Kennington Oval) \| \| Ergebnis: 3:1 (2:1) \| \| Zuschauer: 4.500 \| \| Schiedsrichter: Segar Bastard \| \| Spielbericht \|      | \| Finale \| \| Samstag, 23. März 1878 in London (Kennington Oval) \| \| Ergebnis: 3:1 (2:1) \| \| Zuschauer: 4.500 \| \| Schiedsrichter: Segar Bastard \| \| Spielbericht \|                                                                       | Royal Engineers AFC |
| Wanderers FC                                       | James Kirkpatrick – Alfred Stratford, William Lindsay – Arthur Kinnaird, Frederick Green – Charles Wollaston, Hubert Heron, John Wylie, Henry Wace, Charles Denton, Jarvis Kenrick | Lieut. Lovick Friend – Lieut. James Cowan, Lieut. William Morris – Lieut. Charles Mayne, Lieut. Frederick Heath – Lieut. Charles Haynes, Lieut. Morgan Lindsay, Lieut. Robert Hedley, Lieut. Francis Bond, Lieut. Horace Barnet, Lieut. Oliver Ruck | Royal Engineers AFC |
| Wanderers FC                                       | 1:0 Jarvis Kenrick (15.) 2:1 unbekannt (35.) 3:1 Jarvis Kenrick (65.) | 1:1 William Morris (20.) | Royal Engineers AFC |
| Finale                                             | | |                     |
| Samstag, 23. März 1878 in London (Kennington Oval) | | |                     |
| Ergebnis: 3:1 (2:1)                                | | |                     |
| Zuschauer: 4.500                                   | | |                     |
| Schiedsrichter: Segar Bastard                      | | |                     |
| Spielbericht                                       | | |                     |